# Хегенбарт, Франц
Франц Хегенбарт (нем. Franz Hegenbart, чеш. František Hegenbarth; 10 мая 1818 — 20 декабря 1887) — австрийский виолончелист и музыкальный педагог.
Окончил Пражскую консерваторию (1837), ученик Иоганна Баптиста Хюттнера. Играл в театрах Граца, Линца и Лемберга. С 1852 г. преподавал в зальцбургском Моцартеуме, с 1865 г. профессор Пражской консерватории, руководил также консерваторским оркестром. Среди учеников Хегенбарта, в частности, Гануш Виган, Генрих Грюнфельд, Вильгельм Йераль, Рудольф Эрлих. Известен также выступлениями в составе фортепианного трио с Бедржихом Сметаной и Антонином Бенневицем и струнного квартета с участием Бенневица в качестве первой скрипки и Войтеха Гржимали в качестве второй. Опубликовал «18 упражнений для виолончели» (нем. 18 Übungen für das Violoncello; 1869).